# Oscar de Séjournet
Oscar-Henri-Joseph de Séjournet de Rameignies, né le 15 janvier 1841 au château de la Malmaison à Tourpes et mort le 7 juillet 1926 à Leuze, est un homme politique belge.

## Mandats
- Bourgmestre de Tourpes : 1868-
- Conseiller provincial du Hainaut : 1891-1894
- Sénateur (-1921)

## Sources
- VAN MOLLE, P., Het Belgisch parlement 1894-1969, Gent, Erasmus, 1969, p. 112.
- DOUXCHAMPS, J., Présence nobiliaire au parlement belge (1830-1970), Wépion-Namen, 2003, p. 118.
- DEVULDERE, R., Biografisch repertorium der Belgische parlementairen, senatoren en volksvertegenwoordigers 1830 tot 1.8.1965, Gent, R.U.G. onuitgegeven licentiaatsverhandeling (sectie geschiedenis), 1965, p. 755.